# Phibsborough
Phibsborough (gaèlic irlandès Baile Phib), o Phibsboro, és un barri mixt residencial i comercial a Dublín en la República d'Irlanda. Abasta l'antic Baile Phib amb el Canal Reial al pont Cross Guns, juntament amb Glasmanogue i Broadstone, loc de l'antiga terminal del ferrocarril Midland Great Western, avui seu del Bus Eireann i Dublin Bus. Antigament Glasmanogue formava part de Phibsborough Road, al nord del drenat riu Bradogue.

## Localització
Phibsborough es troba dos kilòmetres al nord del centre de la ciutat, al districte postal Dublín 7. Limita amb Glasnevin al nord, Drumcondra a l'est, Grangegorman a l'oest, i el King's Inns a Constitution Hill, al sud. El centre comercial de Phibsborough es troba al voltant de la cruïlla de les carreteres de Phibsborough i North Circular, coneguda popularment com a Doyle's Corner.

## Transport

### Bus
Phibsborough té moltes rutes del Dublin Bus caps els suburbis del nord de la ciutat: números 4, 9, 38, 38a, 38b, 39n, 39x, 40n, 46a, 83, 120, 122 i 140.

### Luas
Phibsborough també té un abaixador del luas Luas Cross City Line. The projecte Luas Cross enllaçar+a les línies de Luas Red i Green amb la línia de Broombridge a Dublín i St.Stephen's Green a l'actual Green Line.
La construcció es va iniciar el juny de 2013 i s'espera que comenci a funcionar en 2017.

## Història

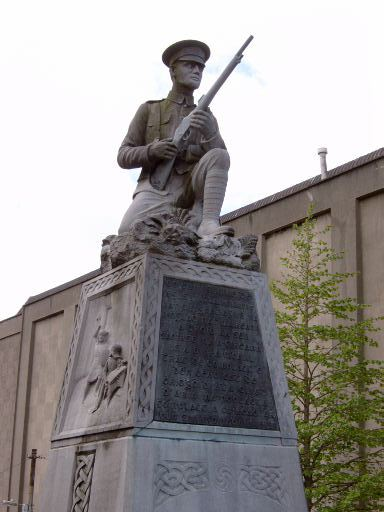
Memorial als Voluntaris Irlandesos, 'C' Coy., per Leo Broe, a la unió de North Circular Road i Royal Canal Bank.

El nom original gaèlic irlandès, Glas Mochonóg, volia dir Verd de Mochonóg, i va evolucionar a les variants Manogue i Minogue, i anglicitzat com a Monck. Aquesta família va tenir el senyoriu local a Grangegorman i s'uní en diversos matrimonis amb la família Stanley, convertint Stanley Monck.
L'àrea de Broadstone experimentà un desenvolupament urbà important al segle xix per tal de satisfer les necessitats comercials i residencials de la seu de la Companyia del Canal Reial i Harbour Terminus. L'inici tardà de John S. Mulvaney Midland & Great Western Railway Company i l'enginyeria ferroviària han portat a un major desenvolupament de la intersecció de North Circular Road i a l'est de Blessington Street.
En el moment de l'aixecament de Pasqua, la casa de la família de Valera era al 34, Munster Street. Phibsborough té un cert nombre de memorials inclòs un a Sean Healy, un noi de 15 anys membre del Fianna. Healy fou un dels dos residents a Phibsborough Road morts durant l'aixecament de Pasqua, l'altra era James Kelly (18). Altres participants de la zona a la Guerra Angloirlandesa són Harry Boland que va néixer i créixer a Phibsborough. El seu amic Dick McKee va néixer a Phibsborough Road. Un d'els Deu Oblidats, Bernard Ryan, hi va viure fins a la seva execució a la presó de Mountjoy. L'escultura de Leo Broe al Royal Canal Bank fou commissionada a la memòria del contingent local de Voluntaris Irlandesos, creat arran d'un acte públic a la propera Parnell Square en 1913.

## Residents destacats
- Seóirse Bodley, compositor.
- Harry Boland, polític i membre del Primer Dáil.
- Desmond Cardinal Connell arquebisbe emèrit de Dublín.
- Michael Gambon, actor.
- Joe Geoghegan, músic del saxo /clarinet,
- Philip Greene, periodista esportiu de la RTÉ
- James Joyce, escriptor.
- Gearóid Manning O.P., emèrit provincial dels Dominics Irlandesos.
- Dick McKee, revolucionari republicà.
- Iris Murdoch,escriptora i filòsofa, nascuda a Blessington Street, 1919.[9]
- Bernard Ryan, revolucionari republicà
- Éamon de Valera, antic Taoiseach i President d'Irlanda.